# ブルテーイ
ブルテーイ（イタリア語: Bultei）は、イタリア共和国サルデーニャ自治州サッサリ県にある、人口約900人の基礎自治体（コムーネ）。

## 地理

### 位置・広がり

#### 隣接コムーネ
隣接するコムーネは以下の通り。
- アネーラ
- ベネトゥッティ
- ボーノ
- ヌゲードゥ・サン・ニコロ
- パッターダ